# Démence féline
 (mars 2023).
La démence féline ou syndrome de dysfontion cognitive est un trouble neurologique qui affecte les fonctions cognitives et qui atteint préférentiellement les chats âgés.

## Épidémiologie
La démence féline touche un chat sur deux âgé de plus de 15 ans.

## Symptômes
Les symptômes les plus fréquents sont des miaulements anormaux et intempestifs (plus longs, plaintifs, parfois diurnes ou nocturnes selon les individus), une dégradation des relations sociales, un chat qui n'est plus propre et léthargique, et des troubles neurologiques. La désorientation, la modification du rythme de vie et la perte d'autres comportements appris figurent aussi parmi les symptômes de la démence féline.
Les symptômes sont rarement rapportés au vétérinaire par les propriétaires, ces derniers pensant qu'il s'agit d'une évolution naturelle du vieillissement de leur animal ou qu'il n'y a rien à faire,.

## Diagnostic
Le diagnostic se pose par exclusion qui consiste à écarter l'existence de douleurs physiques, d'encéphalopathies et d'hyperthyroïdie, ainsi que de s'assurer qu'il ne s'agit pas de problèmes comportementaux.

## Prise en charge
Le traitement de la démence féline consiste à ralentir l'évolution des symptômes et à améliorer l'état clinique de l'animal. Quatre axes de prises en charge existent : médicaments, supplémentation, alimentation spécifique et enrichissement environnemental.